# 熟语
熟语，又称习语（idiom），是经过人群长期沿用，结构基本定型的短语或句子。例如成语、惯用语、歇后语及谚语等。除了一般地區性的慣常用口語外，成语、歇后语及谚语多有发人深省、启发思维、警示世人的作用。

## 分类
熟语可分为惯用语、成语、谚语、歇后语、格言等几类。
- 惯用语：惯用语是口语中一种短小定型，意义有所引申的习用性短语。汉语中的惯用语一般为三字格式，多为述宾短语，如：走後門、踩馬路、打白条、拍马屁等；也有偏正结构的，如：白月光、朱砂痣、替罪羊等。（参见条目：惯用语）
- 成语：是一种人们长期使用，具有书面语色彩的固定短语。汉语的成语一般是四字格式，但也有少量的三字或五字以上格式的。（参见条目：成语）
- 谚语：是人民群众口头流传的通俗而含义深刻的固定语句。谚语一般是人们对生活经验的精闢总结。
- 歇后语：由前后两部分构成的固定性口语。前一部分是比喻或隐语；后一部分是对前一部分的说明解释，是表意义的重要部分。两部分之间有间歇，间歇之后的一部分常常不说出来，好让人猜想它的含义，所以人们将之叫作“歇后语”或“俏皮话”。参见条目：歇后语）
- 格言：具有教育意义的警句。一般出于名人之手，並且在群众中广泛流传的句子。